# Pho
A pho (különbözőképpen ejtik: /fʌ/, /fə/, /fər/ vagy /foʊ/; vietnámiul: phở [fəː˧˩˧]  hallgat) egy vietnámi húsleves, melynek fő összetevői alaplé, rizstészta, friss zöldségek, fűszernövények és hús vagy hal. Alapvetően kétféle pho levest szoktak megkülönböztetni, a saigonit (déli) –, amelynek alapleve édesebb – és a hanoit (északi) – inkább sósabb –, ezeken belül pedig számtalan regionális változat létezik. A pho leves eredete és elnevezése vitatott, de a kínai és francia konyha hatásai egyaránt megfigyelhetők benne.

## Történet
A pho születéséről írásos emlékek nincsenek, de abban megegyeznek a szakértők, hogy az 1880-as évekből, Vietnám északi részéről, Hanoiból vagy környékéről származik a leves. Történelmi és kulturális, gasztronómiai tényezők egyaránt formálták és járultak hozzá Vietnám világhírű nemzeti ételének ma ismert számos formájához. A rizstészta és a fűszerek miatt a kínai, a vörös hús miatt pedig a francia gasztronómiai hatás feltételezhető. A pho elnevezés minden valószínűség szerint a francia pot-au-feu kifejezésből ered, vagyis a feu szóból, ami 'tűz' jelentésű.
Egy pho levessel foglalkozó oldal szerint az elmúlt száz év három történelmi tényezője játszott szerepet a pho leves megszületésében és alakulásában: (1) Vietnám 1887-es egyesítése a francia hatalom idején, (2) Észak- és Dél-Vietnám 1954-es kettészakadása és (3) Saigon (Dél-Vietnám fővárosának) 1975-ös bukása, ami a vietnámi háború és a kettészakadt Vietnám újra egyesülésének kezdetét is jelentette egyben.
A pho észak-vietnámi születése mellett azzal érvelnek, hogy Vietnám északi régiói jellemzően szegényebbek a délieknél. Az észak-vietnámi háztartásokban rá voltak kényszerülve, hogy a francia hódítók asztaláról megmaradt marhacsontokat is felhasználják és minél tartalmasabb levest főzzenek belőlük.
A „pho” szó 2007-től a Shorter Oxford English Dictionary-ben is szerepel. A CNN Go 2011-ben „A világ 50 legfinomabb étele” közül a 28. helyre sorolta a pho-t.

## Változatok

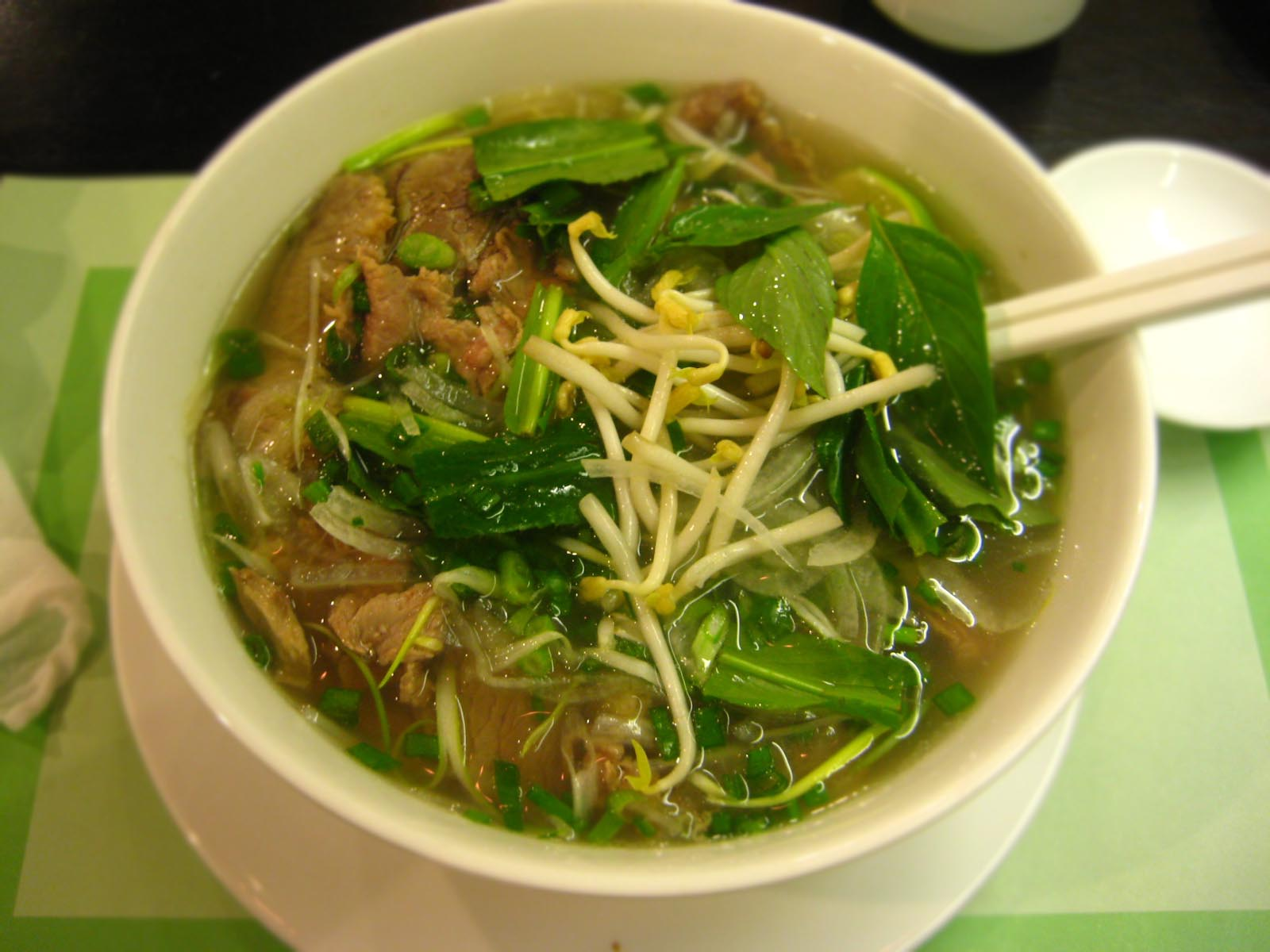
Saigoni pho leves (pho nam)

Az 1950-es évek közepétől – Vietnám ideiglenes kettéosztását követően – kezdett el terjedni a pho leves dél felé, ahol új változatai jelentek meg. Az észak-vietnámi (hanoi típusú) pho levesre inkább az egyszerűség, a kevesebb hozzávaló felhasználása a jellemző. Az alaplé tiszta és egyszerű. Jellemzően babcsíra és fűszernövények nélkül szolgálják fel, viszont kínálnak mellé zöld chilit és lime-ot. A déli (saigoni) típusú pho leves összetettebb, több hozzávalóból készül, a tetejére (vagy mellé, külön tálakban) babcsírát, friss bazsalikomot, koriandert, chilit és lime-ot szolgálnak fel. A mai napig sokak számára az északi változat (pho bac) jelenti az „igazi” pho levest.

### Ismertebb változatok[8]
- phở tai: vékony, nyers bélszínszeletekre öntik a forró levet
- phở bo vien: húsgombóc is van a betétek között
- phở hai san: tenger gyümölcsei kerülnek bele
- phở sach bo: pacalos-marhaínas változat
- phở ga: csirkés

## A pho Magyarországon
Itthon 2012-2013-ban lett igazán népszerű a pho leves. Ennek a népszerűségnek természetesen voltak előfutárai, jellemzően a Budapest ázsiai (vietnámi, kínai) piacain, bevásárlócsarnokaiban már régóta üzemelő kis büfék, éttermek. Később ezek a helyek nyitották meg első éttermeiket Budapest belvárosában.

## Lásd még
- Rámen